# How Could Hell Be Any Worse?
How Could Hell Be Any Worse? — дебютний студійний альбом панк-гурту Bad Religion, що вийшов 1982 року. 

## Про альбом
Альбом How Could Hell Be Any Worse? записали за 1000 доларів, позику на які взяв батько гітариста Брета Гуревича. Успіх альбому здивував самих виконавців, коли менш ніж за рік часу вдалося продати 10 000 копій. Звучання гурту було покращено, порівнюючи з першим мінідиском (EP). Спочатку диск вийшов як EP в 1982 році. Потім, в 1991 році, альбом вийшов як додаток до збірки 80-85. Пісні «We’re Only Gonna Die», «Fuck Armageddon…This Is Hell» — стали популярними серед фанатів. Багато панк-гуртів, вважають цей альбом культовим та стараються записувати свої альбоми в тому ж дусі. На задній обкладинці зображена картина на тему «Божественної комедії» Данте.

## Список композицій
1. «We're Only Gonna Die» (Граффін) — 2:12
2. «Latch Key Kids» (Граффін) — 1:38
3. «Part III» (Бентлі) — 1:48
4. «Faith in God» (Граффін) — 1:50
5. «Fuck Armageddon… This is Hell» (Граффін) — 2:48
6. «Pity» (Граффін) — 2:00
7. «In the Night» (Гуревич) — 3:25
8. «Damned to Be Free» (Граффін) — 1:58
9. «White Trash (2nd Generation)» (Гуревич) — 2:21
10. «American Dream» (Гуревич) — 1:41
11. «Eat Your Dog» (Граффін) — 1:04
12. «Voice of God is Government» (Бентлі) — 2:54
13. «Oligarchy» (Гуревич) — 1:01
14. «Doing Time» (Гуревич) — 3:00

## Учасники запису
- Грег Граффін - вокал
- Бретт Гуревич - гітара
- Джей Бентлі - бас-гітара
- Піт Фінстоун - ударні в піснях 1, 3, 4, 6, 7, 13
- Джей Зіскраут - ударні в піснях 2, 5, 8, 9, 10, 11, 12, 14
- Грег Гетсон - гітарне соло в пісні Part III